# Cnemoleptes passarellii
Cnemoleptes passarellii is een hooiwagen uit de familie Gonyleptidae.